# 朱哈·马希鲁丁
朱哈·马希鲁丁（1953年11月5日—）曾任马来西亚沙巴州州元首。他曾在1990年至1999年当选京那峇当岸国会议员，并于2002年獲委為沙巴州立法议会议长，随后在2011年出任沙巴州元首。他也是马来西亚沙巴大学的校长。朱哈是巫统于沙巴设立支部的创始成员之一。

## 简历
朱哈·马希鲁丁于1953年出生于沙巴山打根省拿笃的淡比善岛。他的家庭是政治世家，其中他的父亲马希鲁丁·胡先即是沙巴民族统一机构（USNO）的成员。
他于1977年获得伍尔弗汉普顿理工学院的法学士学位，并于1980年加入林肯律师学院。他曾于1981年至1982年担任一级裁判，并于1982年至1985年期间进入私人执业。

## 政治生涯
朱哈起初是沙巴民族统一机构（國民陣線成员党之一）的党员，曾参加两次马来西亚下议院选举，并未当选。他在1990年第三次参加选举，当选为国会有议员，代表京那峇当岸区。他在就任下议院的时候当选国会下议院副议长，并在其后任期中一直担任副议长之职。
1976年沙巴州举行议会选举，沙巴民族统一机构被沙巴人民党（BERJAYA，后来也成为国民阵线成员党）击败，失去地方政权，从此走向衰落，至1991年解散。朱哈参加谈判，协助巫统进军沙巴，并接纳沙巴民族统一机构的前党员。
朱哈在1999年大选前夕未获国民阵线推举，无缘出选，却还是活跃的政治人物。他在2002年当选沙巴州议会议长，至2011年1月1日获时任最高元首端姑米占·再纳·阿比丁委任，成为沙巴州元首，并在2015年元旦连任。2018年12月27日，朱哈获得马来西亚副最高元首苏丹纳兹林沙殿下颁发委任状，延长朱哈担任州元首职位多一届任期。同年，沙菲益阿达领导的沙巴政府修改宪法，将担任州首元的任期由两届改为无限制，朱哈也继续担任州元首职位。
2024年12月31日，任期届满的朱哈正式卸任州元首职务，他以14年的任期成为沙巴历史上在位最久的州元首。

## 荣誉

### 国内
- 马来西亚 :
  -  国家领袖勋章 (PJN) – 拿督 (1997)
  -  护国玛哈拉惹勋章 (SMN) – 敦 (2011)[11]
- 聯邦直轄區 :
  -  联邦直辖区乌达玛勋章 (SUMW) – 拿督斯里乌达玛 (2021)[12][13]
- 檳城 :
  -  槟城护国乌达玛勋章 (DUPN) – 拿督斯里乌达玛 (2022)[14]
- 沙巴 :
  -  神山效忠勋章 (ASDK)
  -  神山辉煌勋章 (PGDK) – 拿督 (1996)
  - 太平局绅 (JP) (2005)[15]
  -  神山领袖勋章 (SPDK) – 拿督斯里邦里玛